# Louise Dulcken

Louise Dulcken

Marie-Louise Dulcken, auch Luise Dulcken, geb. David (* 29. März 1811 in Hamburg; † 12. April 1850 in London) war eine deutsche Pianistin und Komponistin. Louise Dulcken war die jüngere Schwester des Geigers Ferdinand David und die ältere Schwester der Pianistin Therese Meyer.

## Leben
Louise Dulcken war eine bekannte Pianistin, unterrichtete Königin Victoria und war auch erfolgreich als Sprachlehrerin, in Englisch, Deutsch, Italienisch und Französisch.
1828 konvertierte sie vom jüdischen zum evangelischen Glauben und heiratete Theobald Dulcken in München. Danach übersiedelten beide nach London, wo sie erfolgreiche Konzertpianistin und Lehrerin wurde. In den 1840er Jahren hatte sie mehr Studenten als jeder andere in London.
Ihr umfangreiches Repertoire machte sie zu einer begehrten Konzertpianistin; nicht nur bei Konzerten anderer Musiker, die entweder mit ihr, Ignaz Moscheles, Julius Benedict oder William Sterndale Bennett spielten, auch in zahlreichen eigenen Konzerten  wurde sie vom Publikum gefeiert. Louise Dulcken war die erste Frau, die in einem Philharmonischen Konzert auftrat. Insgesamt spielte sie zehn Konzerte der Philharmonic Society of London.

## Familie
Ihr Ehemann war Theobald Dulcken (1800–1882), Sohn des Klavierbaumeisters Johann Ludwig (Louis) Dulcken [Dülken] in München (1761–1836) u.d. Pianistin Sophie Lebrun (1781–1863). Dessen Schwester Sophie Louise Bohrer geb. Dulcken (* München 1803; † Stuttgart 1857) war ebenfalls eine bekannte Pianistin, verheiratet mit dem Violoncellisten und Konzertmeister am Hannoveraner Hof Max Anton Bohrer (* München, 28. September 1785; † Stuttgart, 28. Februar 1867). Gemeinsam traten sie als „Bohrer Trio“ (Max, Anton und Louise) auf. Aus der Ehe gingen sechs Kinder hervor, u. a.:
- Henry William (* 1832; † 4. Februar 1894)
- Edward (* London, 1834; † 19. Dezember 1855) studierte am Konservatorium in Leipzig bei seinem Onkel Ferdinand David
- Sophie Dulcken (* London, 1836) Pianistin[5]
- Ferdinand Quentin Dulcken[6] (1837–1901) Pianist, Professor am Konservatorium in Warschau, lebte später in New York
- Isabella (* London, 1. Juni 1837; † nach 1862), Concertinistin[7]

Ihr Bruder Ferdinand David war der berühmte Violinist und Konzertmeister am Gewandhaus in Leipzig. Auch die jüngste Schwester Therese verh. Meyer trat öffentlich als Pianistin auf.